# Капело ди Паљија (Козенца)
Капело ди Паљија је насеље у Италији у округу Козенца, региону Калабрија.
Према процени из 2011. у насељу је живело 54 становника. Насеље се налази на надморској висини од 1339 м.